# Amphicranus
Amphicranus är ett släkte av skalbaggar. Amphicranus ingår i familjen vivlar.

## Dottertaxa tillAmphicranus, i alfabetisk ordning[1]
- Amphicranus acus
- Amphicranus argutus
- Amphicranus armatus
- Amphicranus balteatus
- Amphicranus belti
- Amphicranus bipunctatus
- Amphicranus brasiliensis
- Amphicranus brevipennis
- Amphicranus brownei
- Amphicranus callosus
- Amphicranus caudatus
- Amphicranus collaris
- Amphicranus cordatus
- Amphicranus dentatus
- Amphicranus dohrni
- Amphicranus eichhoffi
- Amphicranus electus
- Amphicranus elegans
- Amphicranus elegantulus
- Amphicranus fastigiatus
- Amphicranus filliformis
- Amphicranus fryi
- Amphicranus fulgidus
- Amphicranus gracilis
- Amphicranus grouvellei
- Amphicranus hybridus
- Amphicranus lesnei
- Amphicranus macellus
- Amphicranus melanura
- Amphicranus mexicanus
- Amphicranus micans
- Amphicranus minor
- Amphicranus mirandus
- Amphicranus mucronatus
- Amphicranus opacifrons
- Amphicranus parilis
- Amphicranus perebeae
- Amphicranus plaumanni
- Amphicranus politus
- Amphicranus propugnatus
- Amphicranus quadrimaculatus
- Amphicranus quercum
- Amphicranus rameus
- Amphicranus rasilis
- Amphicranus retusus
- Amphicranus schaufussi
- Amphicranus speciosus
- Amphicranus spectabilis
- Amphicranus spectus
- Amphicranus spinachius
- Amphicranus spinatus
- Amphicranus spinescens
- Amphicranus spinosus
- Amphicranus splendens
- Amphicranus stenodermus
- Amphicranus tenuis
- Amphicranus terebella
- Amphicranus theobroma
- Amphicranus thoracicus
- Amphicranus tornatilis
- Amphicranus torneutes
- Amphicranus truncatorus
- Amphicranus ursus
- Amphicranus vagabundus